# Chardinia
Chardinia là một chi thực vật có hoa trong họ Cúc (Asteraceae).

## Loài
Chi Chardinia gồm các loài: